# 빅 코믹 슈페리어
《빅 코믹 슈페리어》(일본어: ビッグコミックスペリオール 빗구 고밋쿠 슈페리어[*])은 쇼가쿠칸에서 발행하는 일본의 청년 만화 잡지이다. 대상 독자층은 25세부터 30세까지의 남성이다. 1987년 7월 1일에 창간되었다. 매 짝수주 금요일에 발행되고 있다.